# Cách phát âm GIF

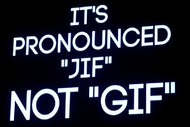
Slide trình bày của Steve Wilhite tại Lễ trao giải Webby 2013

Người ta đã tranh cãi về cách phát âm GIF từ những năm 1990. GIF, viết tắt của Graphics Interchange Format (Định dạng trao đổi đồ họa), thường được phát âm như một từ có một âm tiết. Các cách phát âm phổ biến nhất trong tiếng Anh là /dʒɪf/ ⓘ (với một âm g nhẹ như trong gin) và /ɡɪf/ ⓘ (với một âm g nặng như trong gift). Hai cách phát âm này khác nhau về âm vị chữ G. Nhiều nhân vật công chúng và tổ chức đã tham gia vào cuộc tranh luận; Steve Wilhite, người được coi là "cha đẻ" của định dạng này, đã có bài phát biểu tại Lễ trao giải Webby năm 2013, khẳng định rằng chỉ có cách phát âm g nhẹ là đúng.
Các cuộc thăm dò cho thấy rằng cách phát âm g nặng phổ biến hơn, mặc dù tần suất mỗi nơi một khác; ngoài ra, một số khu vực phát âm từng chữ cái trong GIF: /dʒiː aɪ ɛf/ ⓘ. Các từ điển tiếng Anh hiện đại thường chấp nhận cả hai cách phát âm và các phân tích ngôn ngữ kết luận rằng không cách phát âm nào có lợi thế rõ ràng dựa trên tần suất phát âm trong các từ tiếng Anh khác. Cách phát âm cũng có thể khác ở các ngôn ngữ ngoài tiếng Anh.

## Bối cảnh
GIF là một định dạng tập tin hình ảnh phát triển bởi Steve Wilhite vào năm 1987, khi ông đang làm việc cho nhà cung cấp dịch vụ trực tuyến CompuServe. GIF thường được sử dụng để hiển thị các hình ảnh động ngắn, lặp lại. Cách phát âm cụm viết tắt GIF (thường được phát âm như một từ có một âm tiết) là một vấn đề gây tranh cãi. Một số người  phát âm từ này với âm g nặng, như trong /ɡɪf/ ⓘ, trong khi một số người khác phát âm với âm g nhẹ, như trong /dʒɪf/ ⓘ. Một số khác chọn phát âm từng chữ cái một, /dʒiː aɪ ɛf/ ⓘ.
Trong phần mô tả về định dạng này, Wilhite và các đồng nghiệp nêu rõ rằng cách phát âm đúng là g nhẹ: "các lập trình viên kén chọn chọn ... 'jif'", như để tỏ lòng kính trọng với khẩu hiệu quảng cáo "các bà mẹ kén chọn chọn Jif" của công ty bơ đậu phộng Jif. Theo ABC News, cuộc tranh cãi này bắt đầu từ tận năm 1994, khi tác giả của một cuốn bách khoa toàn thư về các định dạng hình ảnh nói rằng "hầu hết mọi người" dường như thích cách phát âm g nặng hơn g nhẹ.

### Các ngôn ngữ khác
Trong tiếng Pháp, thay vì đọc là g nặng hoặc g nhẹ, hầu hết mọi người đều phát âm là [ʒif] ⓘ. Âm xát sau lợi hữu thanh, /ʒ/, giống như chữ j trong từ joie trong tiếng Pháp, hoặc s trong 'vision' hay 'measure' trong tiếng Anh. Một số ngôn ngữ không có cả âm g nặng và g nhẹ; ví dụ, tiếng Tây Ban Nha và tiếng Phần Lan không có âm g nhẹ, trong khi nhiều phương ngữ tiếng Ả Rập không có âm g nặng.

## Phân tích

### Nguyên nhân
Trong tiếng Anh, một phần nguyên nhân tranh cãi là do không có quy tắc chung nào về cách phát âm chuỗi ký tự gi. Âm g nặng thường được sử dụng trong các từ như gift và g nhẹ được sử dụng trong các từ khác như gin. Trong tiếng Anh cổ, g có 2 cách đọc: g nhẹ ('j') và âm 'y'. Khi âm g nặng xuất hiện, cả 2 biến thể vẫn tồn tại khi theo sau g là i.
Nhà ngôn ngữ học Michael Dow đã phân tích 269 từ tiếng Anh để trả lời cho câu hỏi âm nào phù hợp hơn dựa trên các từ tiếng Anh khác; kết quả cho thấy tần suất xuất hiện gần như nhau, khác nhau 1 ít tùy thuộc vào thông số nào được sử dụng. Trong số 105 từ có gi, 68 từ sử dụng g nhẹ trong khi chỉ có 37 từ sử dụng g nặng. Tuy nhiên, các từ có âm g nặng phổ biến hơn đáng kể trong tiếng Anh thông dụng. Những từ tương đối khó hiểu như flipbbertigibbet và tergiversate, cả hai đều được phát âm bằng g nhẹ, có trong danh sách 68 từ gi sử dụng g nhẹ trên. Khi xét mức độ phổ biến, người ta thấy rằng g nặng và g nhẹ xuất hiện với tần suất gần như bằng nhau trong các từ có gi. Không có sự vượt trội rõ ràng khi chỉ xét các từ bắt đầu bằng gi, cũng như khi chỉ xét các từ có một âm tiết như gift và gin. Nhà ngôn ngữ học người Canada Gretchen McCulloch đưa ra giả thuyết rằng vì chữ g nặng và g nhẹ trong ngữ cảnh này được sử dụng với tần suất gần bằng nhau, khi một người gặp từ GIF lần đầu tiên, họ sẽ đoán cách phát âm bằng cách so sánh với các từ họ từng gặp trong quá khứ, tỷ lệ giống như lật một đồng xu. Khi ta đã chọn 1 cách đọc thì điều này rất khó thay đổi. Từ đó, McCulloch nhận xét rằng điều này có thể có nghĩa là người ta sẽ tiếp tục tranh cãi về cách phát âm GIF cho đến muôn ngàn đời sau.

### Các lập luận
Một nghiên cứu năm 2019 của nhà ngôn ngữ học Marten van der Meulen chỉ ra rằng những lập luận phổ biến nhất trên mạng là những lập luận "hệ thống" ("system" arguments), cho rằng cách phát âm phải tuân theo một quy tắc ngôn ngữ nhất quán. Ví dụ, nhiều người lập luận rằng vì G trong GIF là viết tắt của graphics, nên phải được phát âm với cùng âm vị, tức là g nặng. Lập luận này thường đi kèm với lời châm biếm rằng nếu phát âm GIF với âm g nhẹ, thì graphics phải được phát âm là /ˈdʒræfɪks/ ("jraphics"). Bác bỏ lại lập luận này, nhiều người cho rằng các từ viết tắt không nhất thiết phải tuân theo cách phát âm của các từ gốc. Ví dụ, u trong từ scuba /ˈskuːbə/ ⓘ— viết tắt của self-contained underwater breathing apparatus—được phát âm là /uː/, bất chấp việc u trong underwater được phát âm là /ʌ/. Một ví dụ khác là NASA (National Aeronautics and Space Administration, phát âm là /ˈnæsə/ ⓘ).
Một ví dụ khác về lập luận "hệ thống" là việc phân tích tần suất, kiểm tra xem có bao nhiêu từ tiếng Anh phát âm là g nặng hoặc g nhẹ trong các ngữ cảnh khác, tương tự như phân tích của Dow. Sau khi Steve Wilhite tuyên bố rằng g nhẹ là cách phát âm đúng duy nhất, đã có nhiều cuộc thảo luận trên mạng xã hội và báo chí về vấn đề này. Viết trên Gizmodo, Casey Chan lập luận rằng Wilhite đã sai vì g nhẹ theo sau bởi if nên được đánh vần với chữ j, chẳng hạn như "jiffy" trong "Jiffy Lube" và "be back in a jiffy", cũng như công ty bơ đậu phộng Jif.
Theo Marten van der Meulen, lập luận phổ biến thứ hai là trích dẫn một chuyên gia, người có uy tín, trong trường hợp này thường là Wilhite, là cha đẻ của định dạng GIF. Sau khi Wilhite tuyên bố ủng hộ cách phát âm g nhẹ, nhiều người đã công nhận ông là người có thẩm quyền về cách phát âm từ này. Nguyên nhân là bởi ông là người đã sáng tạo ra định dạng ảnh GIF. Wilhite là căn cứ phổ biến nhất để phát âm GIF; 65,2% các lập luận trích dẫn một người có uy tín được khảo sát ủng hộ cách phát âm g nhẹ. Một số người, bao gồm Casey Chan, viện dẫn Tổng thống Hoa Kỳ Barack Obama, khi ủng hộ cách phát âm g nặng. Một số người khác thì trích dẫn các từ điển khác nhau hoặc các trợ lý ảo như Siri.

### Thăm dò ý kiến
Tỷ lệ người ủng hộ các cách phát âm, theo Marten van der Meulen
Một cuộc thăm dò với hơn 30.000 người tham gia trên toàn thế giới do Mashable thực hiện vào năm 2014 cho thấy, cứ 10 người thì có 7 người sử dụng g nặng. Nghiên cứu của Van der Meulen thì cho thấy 57,2% ủng hộ g nặng và 31,8% ủng hộ g nhẹ. Tuy nhiên, nghiên cứu trên cũng cho thấy 8,2% người dùng ủng hộ cả hai cách phát âm dù thích g nhẹ hơn và 2,8% lựa chọn phát âm từng chữ cái.
Một cuộc thăm dò không chính thức của các nhà phát triển trên Stack Overflow cho thấy 65,6% người được hỏi ủng hộ cách phát âm g nặng, trong khi 26,3% lựa chọn cách phát âm g nhẹ, 6% phát âm từng chữ cái và 2% sử dụng cách phát âm khác. Tuy nhiên, một phân tích từ The Economist chỉ ra rằng sự chênh lệch trong các kết quả đã bị phóng đại bởi thiên lệch chọn mẫu. Bài viết nhận xét rằng trong khi các ngôn ngữ có âm g nặng chiếm 45% dân số thế giới, thì người trả lời từ các quốc gia đó chiếm 79% mẫu. Khi dân số được điều chỉnh cho phù hợp, phân tích cho thấy rằng g nặng vẫn phổ biến nhất, mặc dù tỷ lệ cách biệt với g nhẹ giảm từ 44% xuống 32%. Ngoài ra, sau khi điều chỉnh, tỉ lệ phát âm từng chữ cái tăng lên 21%, cách đọc này phổ biến ở các nước châu Á; được sử dụng bởi một nửa số người Trung Quốc và 70% số người Hàn Quốc được hỏi. Các nước phát triển nói chung có khuynh hướng ưa chuộng cách phát âm g nặng.

### Từ điển
Dictionary.com liệt kê cả 2 cách phát âm cho GIF và biểu thị g nhẹ là cách phát âm chính, trong khi Từ điển Cambridge Tiếng Anh Mỹ (Cambridge Dictionary of American English) và Từ điển Người học Nâng cao Cambridge (Cambridge Advanced Learner's Dictionary) chỉ có cách phát âm g nặng. Từ điển Merriam-Webster và Lexico trực tuyến liệt kê cả hai cách phát âm. Từ điển New Oxford American Dictionary chỉ đưa ra cách phát âm g nhẹ trong ấn bản năm 2005; tới ấn bản năm 2010 của Oxford Dictionary of English liệt kê cả hai cách phát âm, trong đó g nhẹ được đặt lên trước. 2 từ điển tiếng Pháp Petit Robert và Petit Larousse chỉ liệt kê cách phát âm [ʒif].

## Một số sự việc có liên quan

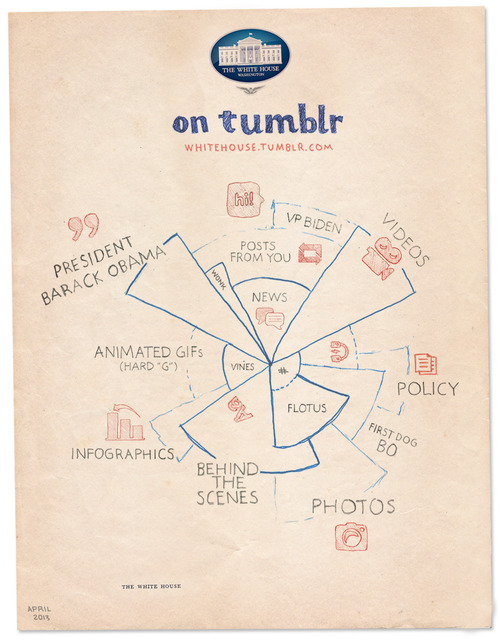
Tài khoản Nhà Trắng trên Tumblr đăng một infographic hài hước khẳng định ra rằng GIF phải được phát âm bằng g nặng.

Vào tháng 5 năm 2013, Wilhite được trao giải thưởng thành tựu trọn đời tại Lễ trao giải Webby hàng năm vinh danh sự xuất chúng trên Internet. Khi nhận giải thưởng tại buổi lễ, Wilhite đã cho chạy một slide với vỏn vẹn 5 từ đơn giản là:
Ở đây, JIF đề cập đến cách phát âm g nhẹ. Sau bài phát biểu, Wilhite chia sẻ với The New York Times: "Từ điển tiếng Anh Oxford chấp nhận cả hai cách phát âm. Họ đã sai. Phải là g nhẹ. . . Hết."
Các khán giả tham dự buổi lễ đã phản ứng tích cực với điều này, nhưng bài phát biểu đã gây ra tranh cãi trên mạng, với một số người phản đối cách phát âm của Wilhite. Van der Meulen nhận xét rằng đây "dường như là người đặt ra từ mới đầu tiên (cụ thể hơn ở đây là từ viết tắt) đưa ra lời khuyên về cách sử dụng phát minh của chính mình". Sau bài phát biểu, đã có hơn 17.000 tweet về chủ đề này, đưa "GIF" lên chủ đề thịnh hành, và đã có hơn 50 bài báo viết về vụ việc. Columbia Journalism Review ba năm sau đó đã nhận xét rằng cuộc tranh luận về phát âm "dường như lên đến đỉnh điểm" với vụ việc này. Trả lời câu hỏi về phản ứng sau bài phát biểu, công ty bơ đậu phộng Jif bình luận rằng "chúng tôi rất hào hứng về ông ấy ngày hôm nay". Bảy năm sau, Jif cùng với với nền tảng lưu trữ GIF Giphy đưa ra một tuyên bố chung, lập luận rằng cách phát âm chính xác là g nặng và phát hành lọ bơ đậu phộng phiên bản giới hạn có nhãn "GIF" thay vì "JIF".
Vào tháng 10 năm 2013, The New York Times vấp phải một số chỉ trích trên mạng xã hội sau khi đăng một bài báo khẳng định GIF đọc là jif. Bài viết chứa một liên kết đến một bài báo trước đó của The New York Times nói về bài phát biểu và phỏng vấn của Wilhite. Vào tháng 12 năm 2013, Alex Trebek, người dẫn chương trình của game show Jeopardy!, đã thu hút sự chú ý của giới truyền thông sau khi phát âm "GIF" với âm g nhẹ. Cụ thể, trong số phát sóng ngày 3 tháng 12 năm 2013, câu đố vòng cuối cùng (Final Jeopardy) có đề cập đến quan điểm của Wilhite về cách phát âm. Trebek sau đó đã đọc câu trả lời đúng của người chơi ("What is a GIF?") với âm g nhẹ. Trong quá khứ, Trebek phát âm từng chữ cái một, để giữ trung lập.
Vào tháng 6 năm 2014, Barack Obama, Tổng thống Hoa Kỳ khi đó, cho rằng GIF nên được phát âm bằng g nặng khi trao đổi với với David Karp, người sáng lập Tumblr. Miles Klee của The Daily Dot chỉ ra một bài đăng của Nhà Trắng trên Tumblr vào tháng 4 cùng năm, chứa một infographic hài hước với dòng chữ "animated GIFs (hard 'g')".

## Trích dẫn
1. ↑  Biersdorfer, J. D. (12 tháng 1 năm 2022). “How to make your own animated GIFs”. The New York Times. Lưu trữ bản gốc ngày 28 tháng 2 năm 2022. Truy cập ngày 3 tháng 3 năm 2022.
2. 1 2 3 4 5 6 7  O'Leary, Amy (23 tháng 5 năm 2013). “Battle over GIF pronunciation erupts”. The New York Times. Lưu trữ bản gốc ngày 29 tháng 11 năm 2021. Truy cập ngày 28 tháng 11 năm 2021.
3. 1 2 3  Greenfield, Rebecca (1 tháng 2 năm 2011). “Tech etymology: animated GIF”. The Atlantic. Lưu trữ bản gốc ngày 29 tháng 11 năm 2021. Truy cập ngày 28 tháng 11 năm 2021.
4. 1 2  “How do you pronounce GIF?”. The Economist. 29 tháng 6 năm 2017. Lưu trữ bản gốc ngày 29 tháng 11 năm 2021. Truy cập ngày 28 tháng 11 năm 2021.
5. ↑  Webb, Tiger (9 tháng 8 năm 2018). “Is it pronounced GIF or JIF? And why do we care?”. ABC News (Australia). Lưu trữ bản gốc ngày 29 tháng 12 năm 2021. Truy cập ngày 28 tháng 12 năm 2021.
6. 1 2  Dumazet, Mathilde (30 tháng 6 năm 2017). “La prononciation du mot GIF dépend du pays dans lequel vous habitez” [Cách phát âm của từ GIF phụ thuộc vào quốc gia bạn sinh sống]. Slate (bằng tiếng Pháp). Lưu trữ bản gốc ngày 18 tháng 2 năm 2022. Truy cập ngày 21 tháng 2 năm 2022.
7. 1 2  “gif”. Petit Robert (Trực tuyến) (bằng tiếng Pháp). Dictionnaires Le Robert. Truy cập ngày 18 tháng 3 năm 2022.
8. ↑  Dow, Michael (31 tháng 8 năm 2020). “It's gif and gif: The English lexicon goes both ways”. mcdowlinguist.github.io. Lưu trữ bản gốc ngày 4 tháng 10 năm 2020. Truy cập ngày 28 tháng 12 năm 2021.
9. 1 2  McCulloch, Gretchen (24 tháng 12 năm 2021). “Why the pronunciation of GIF really can go either way”. Mental Floss. Lưu trữ bản gốc ngày 24 tháng 12 năm 2021. Truy cập ngày 24 tháng 12 năm 2021.
10. ↑  van der Meulen 2019, tr. 46, 49.
11. 1 2 3  van der Meulen 2019, tr. 46.
12. 1 2  Locker, Melissa (26 tháng 2 năm 2020). “Here's a timeline of the debate about how to pronounce GIF”. Time. Lưu trữ bản gốc ngày 1 tháng 3 năm 2022. Truy cập ngày 3 tháng 3 năm 2022.
13. ↑  Rodriguez, Salvador (15 tháng 6 năm 2012). “GIF's 25th birthday: Is it pronounced gif or jif?”. Los Angeles Times. Lưu trữ bản gốc ngày 29 tháng 11 năm 2021. Truy cập ngày 3 tháng 3 năm 2022.
14. ↑  Hatfield, Daemon (2 tháng 5 năm 2017). “Most people pronounce GIF as ghif”. IGN. Lưu trữ bản gốc ngày 12 tháng 11 năm 2020. Truy cập ngày 3 tháng 3 năm 2022.
15. ↑  van der Meulen 2019, tr. 49.
16. 1 2  Chan, Casey (21 tháng 5 năm 2013). “The creator of the GIF says it's pronounced JIF. He is wrong”. Gizmodo. Lưu trữ bản gốc ngày 29 tháng 11 năm 2021. Truy cập ngày 28 tháng 11 năm 2021.
17. 1 2 3  van der Meulen 2019, tr. 48.
18. ↑  Buck, Stephanie (21 tháng 10 năm 2014). “70 percent of people worldwide pronounce GIF with a hard g”. Mashable. Lưu trữ bản gốc ngày 23 tháng 12 năm 2021. Truy cập ngày 24 tháng 12 năm 2021.
19. ↑  van der Meulen 2019, tr. 47.
20. ↑  “Developer survey results”. Stack Overflow. 2017. Lưu trữ bản gốc ngày 18 tháng 2 năm 2022. Truy cập ngày 21 tháng 2 năm 2022.
21. ↑  “gif”. Dictionary.com. Random House. Truy cập ngày 28 tháng 11 năm 2021.
22. ↑  “GIF”. Cambridge Dictionary (Trực tuyến). Lưu trữ bản gốc ngày 27 tháng 2 năm 2014. Truy cập ngày 19 tháng 2 năm 2014.
23. ↑  “GIF”. Merriam-Webster (Trực tuyến). Lưu trữ bản gốc ngày 22 tháng 10 năm 2013. Truy cập ngày 6 tháng 6 năm 2013.
24. ↑  “GIF”. Lexico (Trực tuyến). Oxford University Press. Lưu trữ bản gốc ngày 12 tháng 10 năm 2014. Truy cập ngày 7 tháng 10 năm 2014.
25. ↑  The New Oxford American Dictionary 2005, tr. 711.
26. ↑  Oxford Dictionary of English 2010, tr. 737.
27. ↑  “gif”. Petit Larousse (Trực tuyến) (bằng tiếng Pháp). Éditions Larousse. Truy cập ngày 18 tháng 3 năm 2022.
28. 1 2  Gross, Doug (22 tháng 5 năm 2013). “It's settled! Creator tells us how to pronounce GIF”. CNN. Lưu trữ bản gốc ngày 1 tháng 3 năm 2022. Truy cập ngày 3 tháng 3 năm 2022.
29. 1 2  Perlman, Merrill (18 tháng 7 năm 2016). “The great GIF debate”. Columbia Journalism Review. Lưu trữ bản gốc ngày 30 tháng 11 năm 2020. Truy cập ngày 3 tháng 3 năm 2022.
30. ↑  van der Meulen 2019, tr. 45.
31. ↑  Ritzen, Stacey (25 tháng 2 năm 2020). “Jif peanut butter and Giphy have joined forces on how to pronounce GIF”. The Daily Dot. Lưu trữ bản gốc ngày 28 tháng 11 năm 2021. Truy cập ngày 28 tháng 11 năm 2021.
32. 1 2  Bump, Philip (22 tháng 10 năm 2013). “If you pronounce GIF with a hard g, you must be new to the internet”. The Atlantic. Lưu trữ bản gốc ngày 16 tháng 6 năm 2014. Truy cập ngày 28 tháng 11 năm 2021.
33. ↑  Rothberg, Daniel (4 tháng 12 năm 2013). “Jeopardy wades into GIF pronunciation battle”. Los Angeles Times. Lưu trữ bản gốc ngày 28 tháng 11 năm 2021. Truy cập ngày 28 tháng 11 năm 2021.
34. ↑  Dewey, Caitlin (4 tháng 12 năm 2013). “Jeopardy has conclusively settled the GIF pronunciation war”. The Washington Post. Lưu trữ bản gốc ngày 4 tháng 3 năm 2022. Truy cập ngày 3 tháng 3 năm 2022.
35. ↑  Klee, Miles (13 tháng 6 năm 2014). “Obama to America: Pronounce GIF with a hard g”. The Daily Dot. Lưu trữ bản gốc ngày 28 tháng 11 năm 2021. Truy cập ngày 28 tháng 11 năm 2021.